# Hong Kong en los Juegos Paralímpicos de Pekín 2008
Hong Kong estuvo representado en los Juegos Paralímpicos de Pekín 2008 por un total de 22 deportistas, 12 mujeres y 10 hombres.

## Medallistas
El equipo paralímpico hongkonés obtuvo las siguientes medallas:
| Nombre              | Deporte                    | Evento                        |
| ------------------- | -------------------------- | ----------------------------- |
| Oro                 |                            |                               |
| So Wa Wai           | Atletismo                  | 200 m T36 masculino           |
| Kwok Hoi Ying Karen | Bochas                     | Individual BC2 mixto          |
| Chan Yui Chong      | Esgrima en silla de ruedas | Espada individual B femenino  |
| Chan Yui Chong      | Esgrima en silla de ruedas | Florete individual B femenino |
| Yu Chui Yee         | Esgrima en silla de ruedas | Florete individual A femenino |
| Plata               |                            |                               |
| Leung Yuk Wing      | Bochas                     | Individual BC4 mixto          |
| Yu Chui Yee         | Esgrima en silla de ruedas | Espada individual A femenino  |
| Hui Charn Hung      | Esgrima en silla de ruedas | Sable individual B masculino  |
| Bronce              |                            |                               |
| So Wa Wai           | Atletismo                  | 100 m T36 masculino           |
| Fan Pui Shan        | Esgrima en silla de ruedas | Espada individual A femenino  |
| Fan Pui Shan        | Esgrima en silla de ruedas | Florete individual A femenino |